# Ehemaliges Soldatenheim

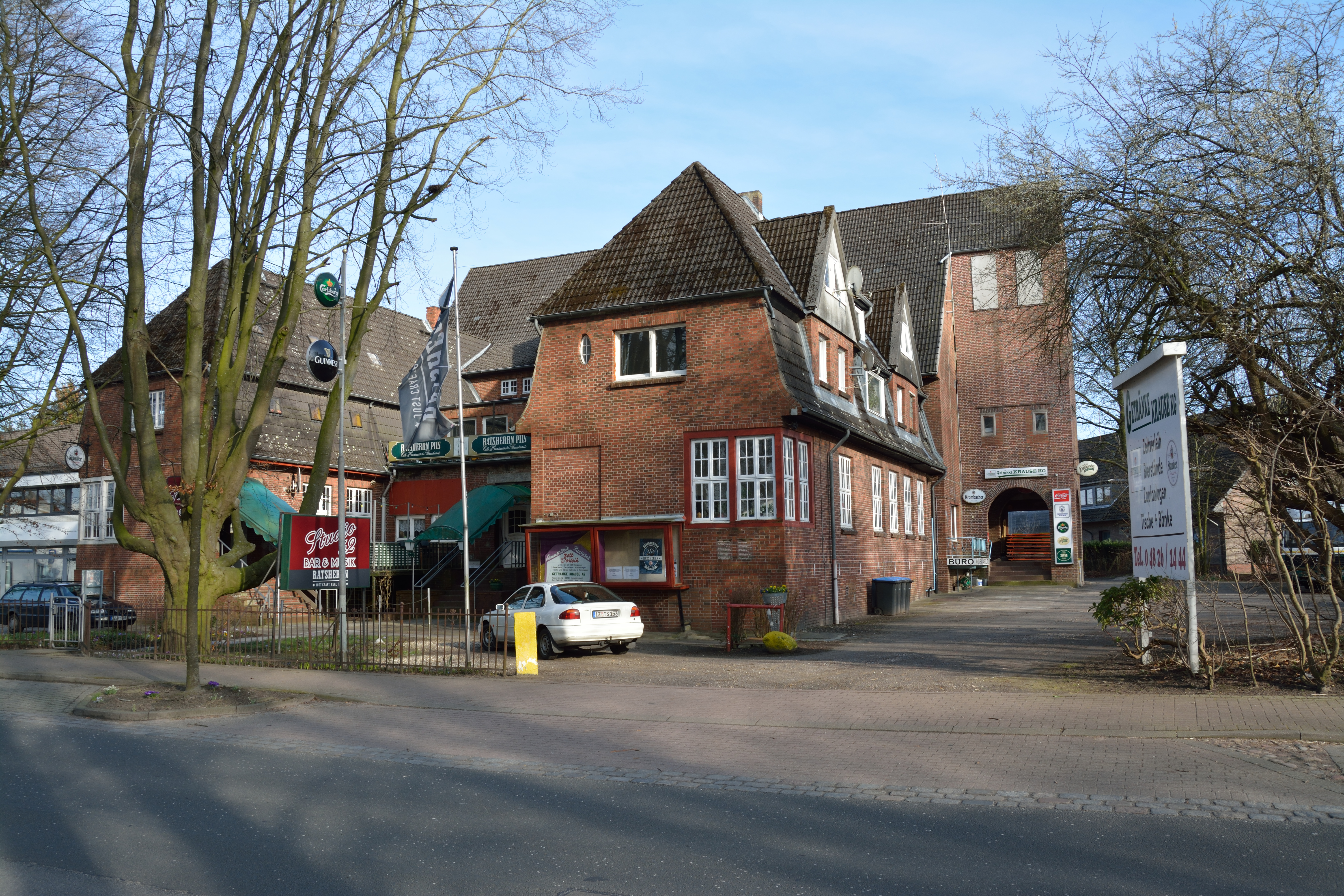
Blick auf das ehemalige Soldatenheim (2016)

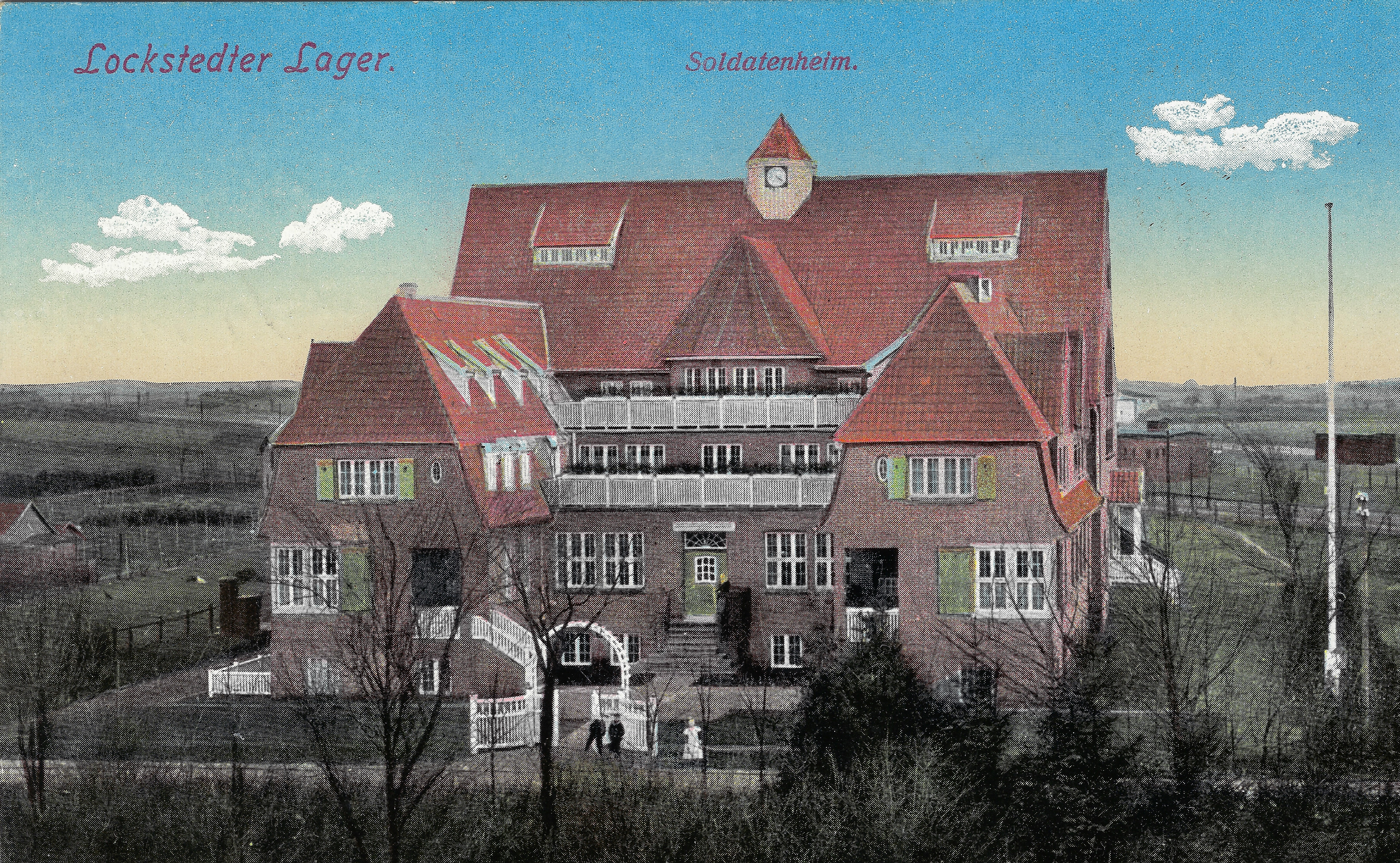
Ansicht von vorne, Postkarte, farbig, ca. 1912

Das ehemalige Soldatenheim im heutigen Hohenlockstedt wurde von Fritz Höger (1877–1949) entworfen und 1912 im damaligen Lockstedt eröffnet. Es gehörte zur zivilen Bebauung am preußischen Truppenübungsplatz Lockstedter Lager. Das Gebäude steht seit 1998 unter Denkmalschutz und ist seit 2018 im Besitz der Arthur Boskamp-Stiftung.

## Baugeschichte

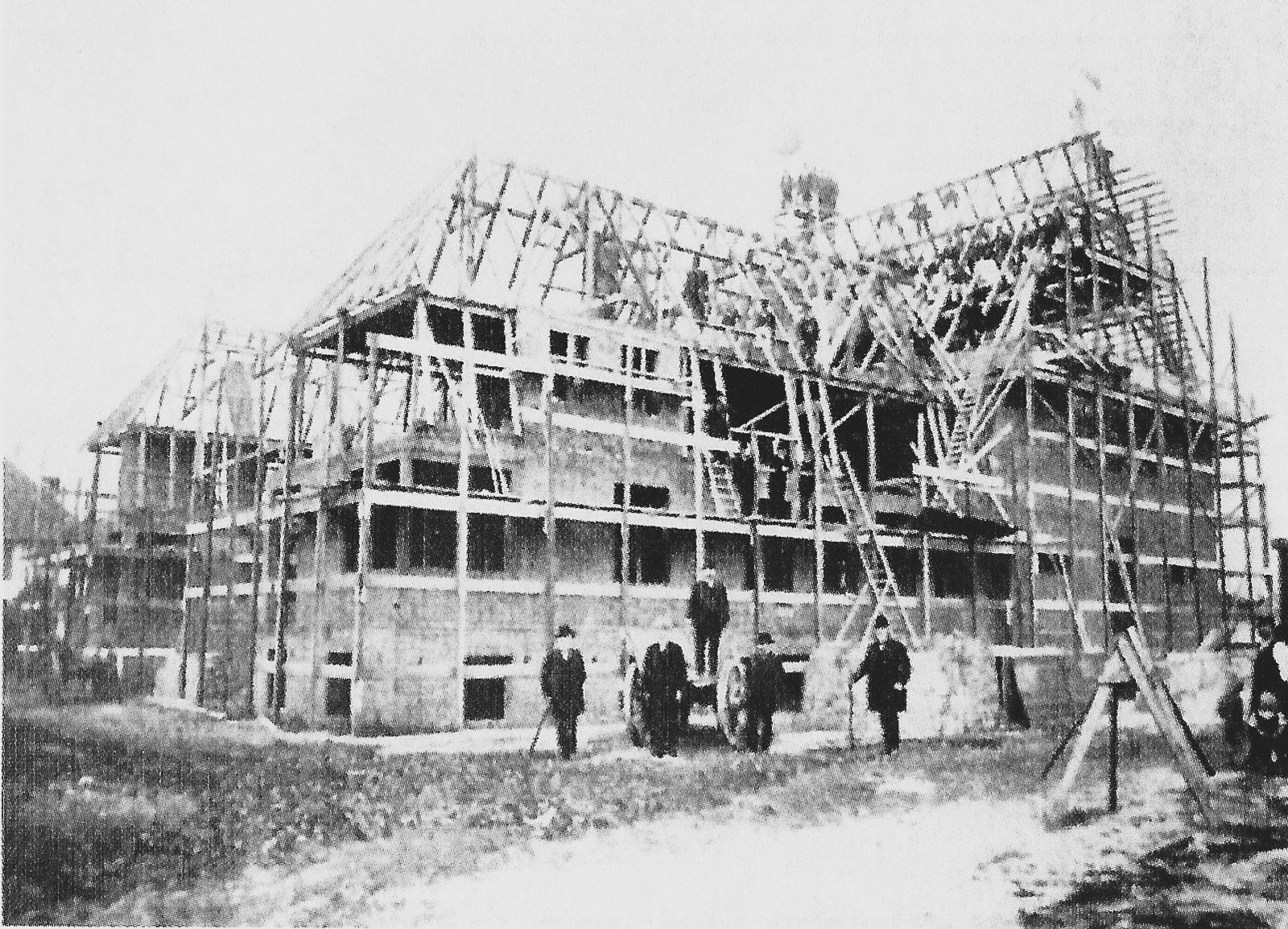
Richtfest des ehemaligen Soldatenheims, aus: Richtfeier unseres Soldatenheims, Norddeutscher Bote, 1. August 1911, S. 138

Bauherr des Soldatenheims war der christliche „Norddeutsche Männer- und Jünglingsbund“. 1906 wurden im Norddeutschen Boten, der Monatszeitschrift des Norddeutschen Männer- und Jünglingsbunds, die ersten Entwürfe für das Soldatenheim von einem Architekten namens Petersen aus Hamburg Altona präsentiert. Der Entwurf weist zwei quadratischen Türmen auf der Schauseite auf, sowie einen hinten quer angeordneten großen Saal, der später von Fritz Höger ähnlich realisiert wurde. Die Bausumme war nach zwei Jahren Spendenkampagnen nicht zusammengekommen, und so musste 1910 das Projekt erneut ausgeschrieben werden. Man entschied sich zunächst für den Architekten J. Grotjan aus Hamburg, dessen Entwurf im Norddeutschen Boten veröffentlicht wurde. Erst nachdem dieser Entwurf als zu teuer befunden wurde, ging der Auftrag an Fritz Höger. Er plante einen Dreiflügelbau in Klinkerbauweise mit einem sehr hohen Dachaufbau im Stil der schleswig-holsteinischen Heimatschutzarchitektur. Der Bau schritt schnell fort, das Richtfest fand am 6. Juli 1911 statt, die Eröffnung am 6. März 1912. Das Soldatenheim wird seit 2019 in den Originalzustand zurückgebaut.

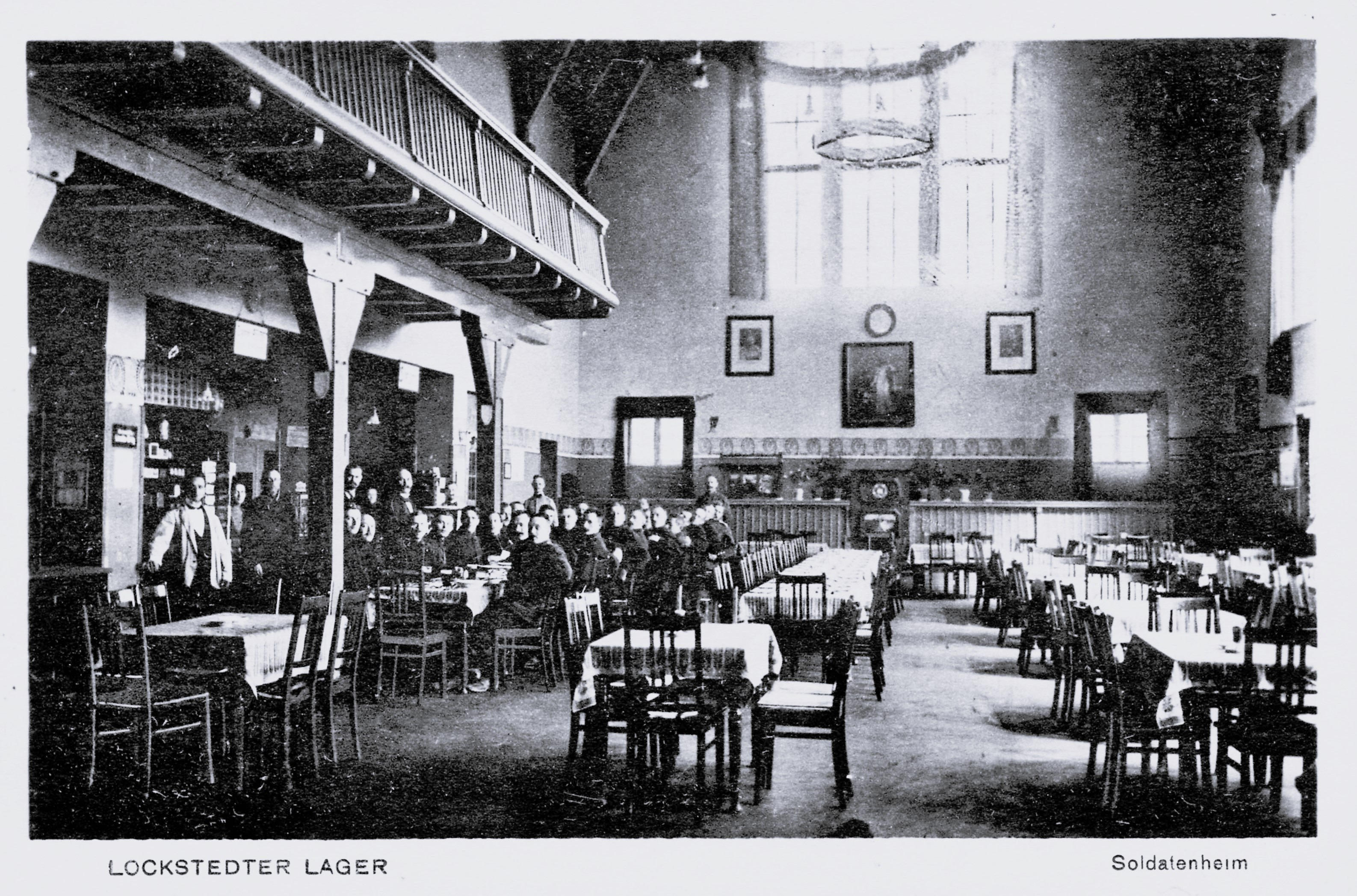
Saal mit Gesellschaft, ehemaliges Soldatenheim, Postkarte, ca. 1912

## Nutzungen
Das Soldatenheim diente als ein Ort der Erholung, Erbauung, Bildung und Zusammenkunft für Soldaten und Unteroffiziere, die sich zur militärischen Aus- und Weiterbildung im Lockstedter Lager aufhielten, und stellte dafür Räume mit unterschiedlichen Funktionen zur Verfügung: Ess- und Leseräume, Gästezimmer, Baderäume, Kegelbahnen, einen Garten mit Sportanlagen und einen großen, sieben Meter hohen Saal, der als Restaurant diente und auch für Vorträge und Versammlungen benutzt wurde.

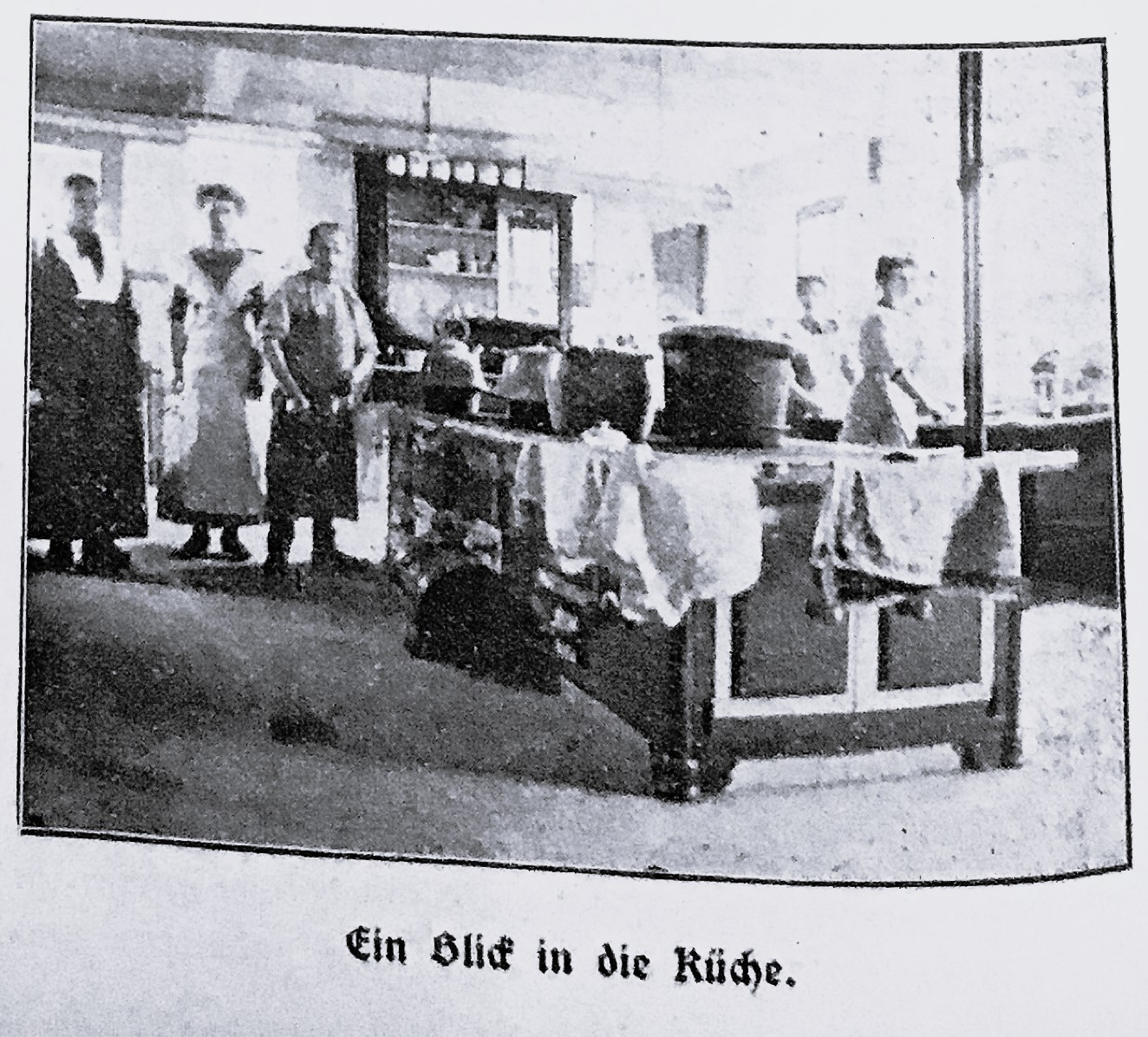
Ein Blick in die Küche, aus: Die Einweihung unseres Soldatenheims, Norddeutscher Bote, 1. April 1912, S. 66

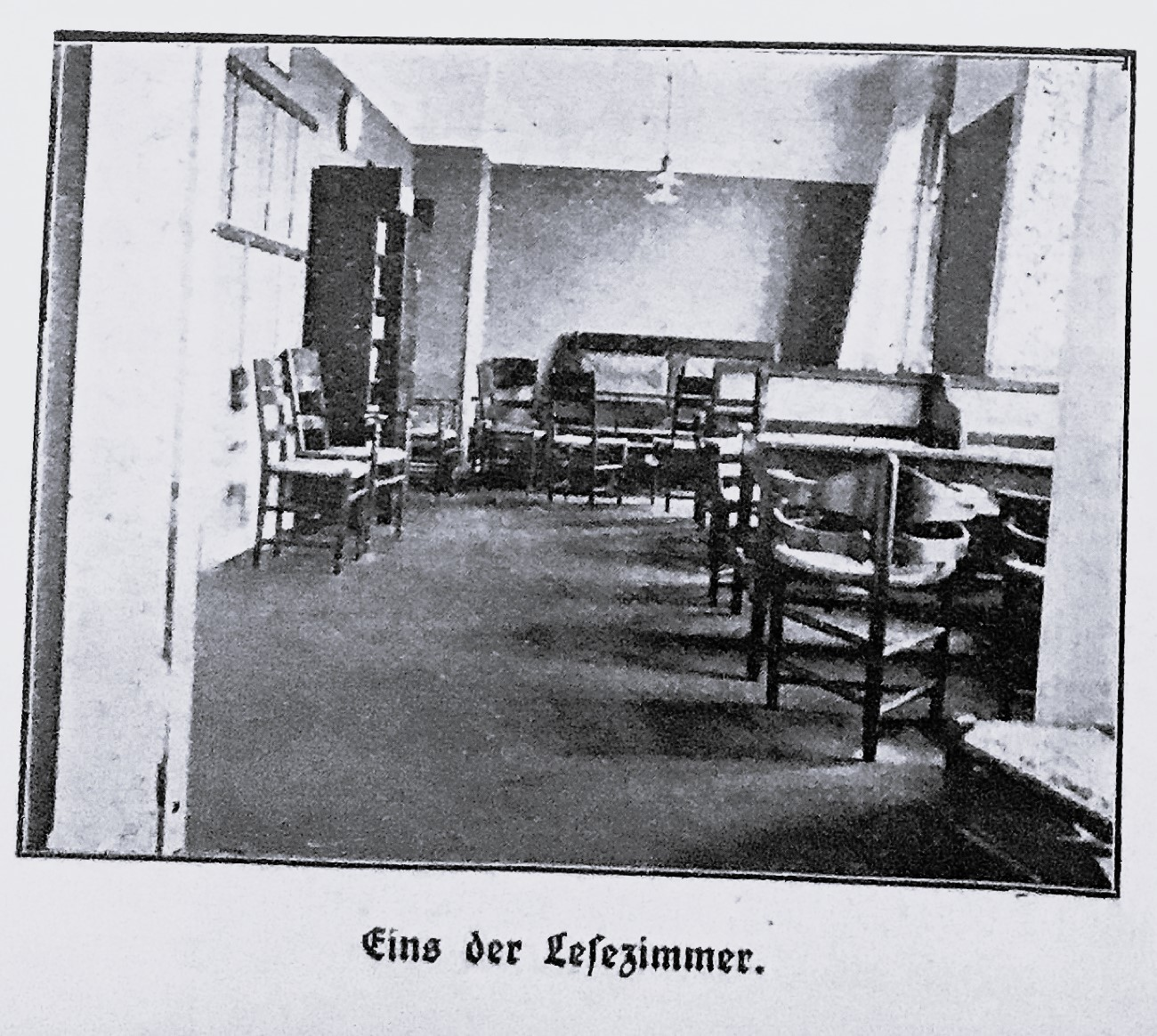
Eins der Lesezimmer, aus: Die Einweihung unseres Soldatenheims, Norddeutscher Bote, 1. April 1912, S. 66

Als der Truppenübungsplatz 1919 aufgrund der Regelungen des Versailler Vertrags geschlossen wurde, wurde das Gebäude zunächst als Heim, später als gemischter Wohn-, Veranstaltungs- und Gewerbeort genutzt. Unter anderem waren im Saal ein Verzehrkino und eine Diskothek untergebracht.